# Козлово (Кемеровская область)
Козлово — деревня в Топкинском районе Кемеровской области. Входит в состав Лукошкинского сельского поселения.

## География
Центральная часть населённого пункта расположена на высоте 216 метров над уровнем моря.

## Население
По данным Всероссийской переписи населения 2010 года, в деревне Козлово проживает 133 человека (65 мужчин, 68 женщин).